# Аршица (Васлуй)
Аршица (рум. Arșița) — село у повіті Васлуй в Румунії. Входить до складу комуни Богдана.
Село розташоване на відстані 264 км на північний схід від Бухареста, 11 км на південний захід від Васлуя, 66 км на південь від Ясс, 129 км на північ від Галаца.

## Населення
За даними перепису населення 2002 року у селі проживала 31 особа, усі — румуни. Усі жителі села рідною мовою назвали румунську.